# Courtney Thorne-Smith
Courtney Thorne-Smith (ur. 8 listopada 1967 w San Francisco) – amerykańska aktorka filmowa i telewizyjna. 
Przełomową rolą była postać Alison Parker w serialu Melrose Place (1992–1997). Grała również Georgie Thomas w serialu Ally McBeal (1997–2000) i Cheryl w sitcomie Jim wie lepiej (2001–2009).